# Faunis rufus
Faunis rufus är en fjärilsart som beskrevs av Brooks. Faunis rufus ingår i släktet Faunis och familjen praktfjärilar. Inga underarter finns listade i Catalogue of Life.